# En algún valle de lágrimas
En algún valle de lágrimas es una novela de José Revueltas publicada en 1956 por la Editorial Los Presentes. Es la cuarta obra escrita por el autor, una de las menos valoradas, a pesar de que Álvaro Ruiz Abreu la considerara una creación clave en el desarrollo de su escritura. La historia se desarrolla en un ambiente urbano a diferencia de sus textos anteriores.

## Trama
La novela trata de la vida de un hombre de aproximadamente cincuenta años que vive con su ama de llaves, Macedonia, a quien le está muy agradecido por tantos años de servicio y discreción. Uno de sus pensamientos recurrentes del personaje principal es la aut-afirmación de su bondad, tomando en cuenta que “según la fe cristiana, la interiorización del dolor ajeno es el camino a la salvación del alma”. Primero la justifica con el perdón de las rentas de sus inquilinos por algunos días, pero durante el resto de la historia esto queda en duda. Él tiene una buena posición económica, lo cual se refleja en sus bienes, pues posee una vecindad, el suficiente dinero para ayudar a su exabogado a liquidar a sus clientes defraudados o para pagar a sus amantes ocasionales. A pesar de ello pareciera una persona mezquina. 
Mientras se baña, se viste, recibe a su acompañante en turno y sale a la iglesia de Porta-Coeli, Recuerda los acontecimientos importantes de su vida, que lo han llevado a sus condiciones actuales, como aquella ocasión en que decide no ayudar a su único amigo, el tartamudo que planeaba invertir en un negocio y le pidió un consejo, cuando le cobró a Saldaña, por ayudarlo a liquidar a sus accionistas para que no lo encarcelaran por fraude, con sus muebles y un fistol muy preciado por su rareza, cuando el director de su escuela primaria, poco antes de que se lo llevaran encarcelado por asesinar a su mujer, le otorgó el premio a la Veracidad aquella vez en la que confesó haber llegado tarde a clases por quedarse dormido, su decisión de no casarse ni tener hijos después de contemplar mucho tiempo a un feto en el bazar del Niño perdido y de darse cuenta de que podía procrear con cualquier mujer o, finalmente, aquella ocasión en la que se decepcionó de su gata, la Cariñosa, por haber tenido gatitos, pues él confiaba en su virginidad eterna.
De camino de su casa a la iglesia se da cuenta de la diversidad de gente, ve los ataúdes de los muertos pobres, se explica que entra a la iglesia sin devoción y sin sentir la frescura de abandonar su casa. Presencia la persecución de un gato que había contagiado a una niña de rabia en la vecindad de don Fino. Ahí se encuentra a su antiguo director en condición de vagabundo.

## Personajes

### Principales
El nombre del personaje principal no se menciona, pero se sabe que es un hombre aproximadamente de cincuenta años que reflexiona sobre ciertos acontecimientos importantes en su pasado,a través de los cuales redescubre los motivos de su vida actual. Se deduce que no tiene buena condición de salud porque para bañarse y vestirse necesita la ayuda de su ama de llaves. Económicamente es estable, de clase alta porque no es empleado y tiene una propiedad grande (la vecindad), a su servicio está Macedonia, puede pagar a acompañantes femeninas cada que lo apetezca e incluso la deuda de su exabogado. Debido a sus reflexiones se concluye que se trata de una persona rencorosa. 
Por la decisión que toma con respecto al matrimonio cuando piensa que el acto reproductivo lo puede llevar a cabo con cualquier mujer, además de la repugnancia hacia el embarazo de las hembras (humanas o no), se percibe su visión simplista de la vida. “Al revisar los movimientos de fuga típicos en los personajes de Revueltas se ha sugerido que estos movimientos, que pueden comprenderse dentro del término despersonalización, no se agotan en el plano de la construcción de los personajes” Esto sucede sobre todo con el hombre que motiva el relato, pues básicamente se narra a partir de sus acciones en lugar de adjetivarlo, por eso el personaje se vuelve redondo en tanto que sus decisiones completan la percepción de su personalidad.

### Secundarios
Macedonia: Es una anciana al servicio total de su empleador, es su cómplice en lo amoroso, en lo económico, en muchas de las experiencias difíciles ha estado a su lado; por lo tanto, su lealtad es tanta que pareciera que él es su única familia. Los intereses del patrón se vuelven su interés, por eso se molesta cuando éste no cobra sus rentas a tiempo, lo procura en todo lo que puede como en la comida, lo ayuda a vestir, con los quehaceres domésticos, con las rentas, entre otros aspectos. Ella reemplaza parte de la idea de esposa que tiene el personaje principal que se completa con las acompañantes ocasionales.

### Incidentales
Hipólito Cervantes: El director de la escuela, de carácter vicioso, nervioso, depresivo, iracundo, entre otros defectos que lo vuelven un mal ejemplo para los estudiantes. Es uno de los personajes con los que se critica a los servidores públicos, pues la hipocondría y alcoholismo que padece desencadenan los actos violentos que se describen como cuando golpea al niño que excusa su retardo con el alcoholismo de su padre o el asesinato de su esposa “el director de escuela convertido en teporocho de En algún valle de lágrimas forma parte de los personajes repulsivos a los que Revueltas retrata irónicamente, pero al mismo tiempo, con una simpatía por la monstruosidad que le da grandes réditos literarios.” Por sus actitudes no es respetado por algunos maestros aunque los alumnos temen a su ira. Económicamente es de clase media-baja porque es empleado, además, en la escuela se sabía que su ropa era usada porque lo vieron alguna vez comprarla en el Bazar del niño perdido.
Saldaña: Tenía el cargo de notario público, también solía ser el abogado del personaje principal. Comete actos de corrupción por los cuales se declara en quiebra. Se sabe que pertenece a la clase media-alta porque aunque es empleado público, posee muebles de buena calidad, el fistol con la perla negra, entre otras cosas que le fueron embargadas a cambio de ir a la cárcel. Resulta despreciable, desprestigioso ante la sociedad, dispuesto a humillarse con tal de no ir a prisión, pues se arrodilla a besarle las manos a su salvador. 
Doña Porfirita: A quien le decían la Molinillo por su antiguo trabajo como prostituta, es la matrona de las acompañantes del personaje principal. Con ellas se vuelve muy estricta, por eso su casa es una de las más serias de la ciudad, obliga a las muchachas a proporcionar buenos tratos a los clientes, higiene y un buen servicio. A los clientes preferenciales los deja elegir a su acompañante desde unos días antes para que la chica se prepare adecuadamente antes de visitar la casa de los usuarios del servicio. 
La Cariñosa: Es la gata que, según la perspectiva del personaje principal, traiciona a su dueño, pues él pensaba que jamás se iría con un gato y tendría crías. Hasta antes del suceso era una gata leal para él, pura y virgen como un ángel. En ella se refleja la concepción de la esposa, pues al decepcionar a su amo, este hace la reflexión de las esposas que engañan a sus maridos con otros, para él todas las mujeres son infieles.
Doctor Menchaca: Es el doctor personal del personaje que motiva la historia, él le advierte sobre la incontinencia urinaria que podría padecer si seguía jugando a los espadazos en la escuela. Lo describe como un buen doctor porque de él recibe un tratamiento exitoso de catorce meses contra los cálculos biliares. Por las épocas descritas en la narración (la presente y la de infancia), debe ser también un anciano que sigue trabajando porque se menciona en la narración del presente.
El tartamudo: Fue el único amigo del personaje principal, era comisionista en granos, pero su condición de tartamudo no le ayudaba tanto. En ese negocio tenía muchas esperanzas, aunque al final se resigna a quedarse en la pobreza definitiva, así murió, a causa de un golpe de nuca en su bañera.
Profesor Moralitos: Se encargaba del grupo de quinto año. Se caracteriza por ser histriónico, socarrón, sobre todo cuando se trata de algún acto indebido del director, era malévolo con respecto a su jefe, pues cuando el profesor Cervantes llegó ebrio, expresó una frase de manera maliciosa, ya que él poseía mayor dignidad en la escuela que el director y podía expresarse de esa forma a pesar de ser un empleado de éste.

## Contexto de la obra
Esta novela está escrita en un ambiente posrevolucionario, se publicó en el mismo año en que su autor fue aceptado de nueva cuenta al Partido Comunista de México, ya que había sido expulsado en 1943 debido a algunas diferencias ideológicas. Pero por el manuscrito original se sabe que la novela tuvo una primera versión terminada en 1954, unos años después de la renuncia del autor al puesto de secretario general de la Sección de Autores y Adaptadores del Sindicato de Trabajadores de la Producción Cinematográfica, en el cual duró muy poco tiempo. En estos años, había múltiples manifestaciones y huelgas de los trabajadores como los de la Federación Revolucionaria de Obreros y Campesinos o el Consejo Nacional de la CTM. La devaluación de 1954 en el régimen de Adolfo Ruiz Cortines fue una de las causas de este descontento. “Novelista de intensidades, no siempre escapó al áspero rigor de la meditación en medio de la intriga; sin embargo, la pertinencia de estas pausas reflexivas se convierte casi en asunto de estilo,” En la novela se desarrolla el reflejo de la sociedad que estaba viviendo Revueltas, con especial preocupación en el aspecto económico; es posterior a Los días terrenales, la cual se dejó de vender por la crítica que en ella se hace al Partido Comunista de México.
Esta novela es una de las más alejadas de la temática del materialismo histórico que el autor había abordado con anterioridad: “Revueltas evade subrepticiamente la obediencia debida a los héroes positivos, y presenta un espacio ajeno a las regalas marxistas de la contradicción histórica y la producción material”

## Género
Se trata de una narración muy breve, con poca acción en tiempo presente ya que se narran principalmente los recuerdos del protagonista y los personajes que interactuaron con él en el pasado. Por su extensión, podría considerarse una novela corta.

## Ejes temáticos
La historia está desarrollada en un ambiente citadino, el personaje principal se torna avaro en muchos aspectos como en el material o el amoroso, pues solamente tuvo una novia y un amigo verdadero, además de su ama de llaves, obligada a convivir con él. Uno de los temas más recurrentes es la posesión de objetos extravagantes como el fistol con la perla negra o la bañera con flores que le recuerda al tartamudo, en contraposición con esto, para ser coherente con su deseo de ser bueno tiene actos que involucran la pérdida mínima de dinero como cuando les perdona la renta a sus inquilinos algunos días o la salvación de Saldaña al pagarles los bonos a los afectados por el fraude. “El poder monetario queda simbolizado por el avaro, quien no tiene nombre preciso, es abstracto como el dinero y de la misma forma que las relaciones capitalistas desatan procesos de acumulación compulsivos, de igual forma el avaro está poseído por delirio acumulativo, atesora todo.” El personaje principal atesora tanto que hasta la idea de tener una mujer pura y virgen lo lleva a abandonar a su novia unos días antes de su boda y a deshacerse de las crías de la Cariñosa; es decir, en sus relaciones personales también sigue este comportamiento, pues incluso maltrata a su único amigo al ignorarlo y prefir a Macedonia y a sus compañeras de ocasión en lugar de una esposa. En este sentido se observa su posición machista, pues al plantearse que puede reproducirse con cualquier mujer y la decepción de la gata se observa el desprecio hacia el género femenino “Esta virtud ética y literaria apartó a Revueltas de la deformación esperpéntica, porque al observar desde adentro a sus personajes se libraba de condenarlos o compadecerlos.”  Aunque no es lo único que desprecia, también se nota el desdén hacia los indígenas cuando pisa a la muchacha con su bebé en los brazos y compasivamente le tira una moneda. Este acto no parece de tanta compasión, pues al aventarle la moneda, la muchacha se la devuelve de la misma manera. 

## Ediciones
La primera edición se publicó en 1956 por la editorial Los Presentes. Antes de publicarla, el autor pensó en varios nombres como en “Los gatos (don Braulio)”, “El hombre de los gatos”, “Los orígenes del bien”, “Retrato de un hombre bueno”, “El trono de la virtud”. Según un estudio del borrador, la novela comenzaba con el último capítulo y concluía con el capítulo V, el cual tenía fecha de octubre de 1954. Esta versión era diferente a la definitiva. Otra edición es la de la editorial Era de 1979, correspondiente al cuarto tomo de la colección de Obras Completas.

## Recepción
Para Jorge Fuentes resulta una novela poco valorada entre los lectores y para la crítica: “Este texto no ha sido valorado suficientemente. Por lo que respecta a la cuestión indígena, conviene destacar cómo aun en el corazón de la moderna Ciudad de México, la devoción guadalupana de los indígenas asalta periódicamente las calles pavimentadas.” Evodio Escalante, por ejemplo, apoya a quienes dicen que es un intento de literatura: “En algún valle de lágrimas y Los motivos de Caín son una especie de “purga” autoinducida, un intento de esterilidad, el intento fallido de hacer literatura acatando las normas de un realismo soso y prefabricado.”, en este sentido, critica la lectura que Jorge Rufinelli hizo de la obra de Revueltas: “Sin embargo, Ruffinelli, empeñado en cumplir la promesa de caminar por el “sendero literario” de Revueltas, no se detuvo en las novelas más significativas de éste. Francotirador seguro de pegarle al blanco haciendo disparos múltiples al aire, apuntó su escopeta contra En algún valle de lágrimas (1956) y Los motivos de Caín (1957), porque son novelas «claves en el desarrollo de su escritura»”
Por otro lado, hay críticos como Enrique Héctor González que justifican esta obra, al leer en su contenido el carácter ontológico de la trama: “Pero no sólo la ostensibilidad de las masas anónimas sino asimismo la del innombrado avaro de En algún valle de lágrimas dejan ver que, en Revueltas, tan abstrusa es la angustia colectiva como penoso el desazolve emocional de los individuos, pues las rudas generalizaciones de la novela proletaria y sus obreros ejemplares a la José Mancisidor y La ciudad roja (1932) –ampliamente traducida en su momento– están lejos del ánimo ontológico de Revueltas, para quien tan único y desolado es el ser individual como la masa engañada.”
Christopher Domínguez Michael está de acuerdo con que la novela es un texto de rectificación en la cual se ha intentado un clasicismo, pero a pesar de ello considera que “el resultado es significativo, una novela donde la autodisciplina logra limar lo más aparatoso de la parafernalia revueltiana y dibuja su perfil literario más conciso”